# 國際會議暨展示中心
國際會議暨展示中心（英文：Coex），原名韓國综合展示場（종합전시시설），英文简称「COEX」（COnvention & EXhibition），位於首爾市江南區三成洞，是南韓的大型展覽館。

## 簡介
該建築由SOM建築設計事務所的建築師萊銳·奧托曼設計，共4層樓，內有4座展覽會場以及48個會議室。于1979年3月开幕；至1998年才改名至現有名稱（惟后来又由全大写更动为首字母大写）。2000年5月，附设商场COEX MALL开幕。

## 事件
國際會議暨展示中心曾是以下會議及活動用地
- 2010年11月 - 2010年二十國集團首爾峰會
- 2012年3月26~27日 - 2012年核安全峰會[2]
- 2012年7月8~15日 - 國際數學教育會議（英语：International Congress on Mathematical Education）
- 2012年7月28日 - 星海爭霸職業聯賽決賽 [3]
- 2014年1月 - 首爾巧克力沙龍展(Salon Du Chocolat Seoul) [4]
- 2014年7月29~8月1日 - 首爾駭客松活動(Global Hackathon Seoul) [5]

## 外部連結
- Coex English page （页面存档备份，存于）
- Coex: Official Seoul City Tourism
- Coex: Seoul Convention Bureau
- About Larry Oltmanns and the Korea World Trade Center

37°30′43″N 127°3′32″E / 37.51194°N 127.05889°E